# تيربيغيين الجنوبية (امسيلة)
تيربيغيين الجنوبية هي إحدى مشيخات المملكة المغربية، تتبع جغرافيا لإقليم تازة وإداريًا لامسيلة. يقدر عدد سكانها بـ 4013 نسمة حسب الإحصاء الرسمي للسكان والسكنى لسنة 2004.